# Dolina Dolnego Sanu
Dolina Dolnego Sanu (512.46) – mezoregion fizycznogeograficzny w południowo-wschodniej Polsce, stanowiący część Kotliny Sandomierskiej.
Rozciąga się między wylotem Sanu z Karpat koło Przemyśla a jego ujściem do Wisły poniżej Sandomierza. Na północnym wschodzie sąsiaduje z Płaskowyżem Tarnogrodzkim i Równiną Biłgorajską, na południowym zachodzie z Podgórzem Rzeszowskim, Pradoliną Podkarpacką, Płaskowyżem Kolbuszowskim i Równiną Tarnobrzeską. U ujścia do Wisły spotyka się z Niziną Nadwiślańską.